# Берштат
Берштат (њем. Börrstadt) општина је у њемачкој савезној држави Рајна-Палатинат. Једно је од 81 општинског средишта округа Донерсберг. Према процјени из 2010. у општини је живјело 921 становника. Посједује регионалну шифру (AGS) 7333009.

## Географски и демографски подаци
Берштат се налази у савезној држави Рајна-Палатинат у округу Донерсберг. Општина се налази на надморској висини од 261 метра. Површина општине износи 15,1 km². У самом мјесту је, према процјени из 2010. године, живјело 921 становника. Просјечна густина становништва износи 61 становника/km².